# کرکو ۱۰۶۰۶
سیارک ۱۰۶۰۶ (به انگلیسی: 10606 Crocco، نامگذاری:1996VD1) ده هزار و ششصد و ششمین سیارک کشف شده‌است که در ۳ نوامبر ۱۹۹۶ کشف شد.
قدر مطلق سیارک برابر ۳۰.۹ است.